# Kerivoula smithii
Kerivoula smithii је врста слепог миша из породице вечерњака (лат. Vespertilionidae).

## Распрострањење
Ареал врсте покрива средњи број држава у Африци. Врста има станиште у Камеруну, ДР Конгу, Кенији, Нигерији и Уганди.

## Станиште
Станишта врсте су шуме и мочварна подручја од 900 до 2.800 метара надморске висине.

## Начин живота
Врста Kerivoula smithii прави гнезда.

## Угроженост
Ова врста није угрожена, и наведена је као последња брига јер има широко распрострањење.